# Török Tamás (nyelvész)
Török Tamás (Ipolyság, 1976. –) nyelvész.

## Élete
Általános iskolai tanulmányait Búcson végezte. 1995-ben érettségizett a komáromi Selye János Gimnáziumban. 2000-ben a nyitrai Konstantin Filozófus Egyetemen magyar–történelem szakos tanári oklevelet, majd 2001-ben egyetemi doktori fokozatot szerzett. Disszertációja az Akadémiai Kiadónál jelent meg 2002-ben. 2007-ben PhD fokozatot szerzett az Eötvös Loránd Tudományegyetemen. Doktori munkájában az Alsó-Ipoly mente földrajzi neveivel foglalkozott.
2000–2004 között a naszvadi általános iskola, majd a 2004/2005-ös tanévben a gútai Magyar Tanítási Nyelvű Magán Szakközépiskola tanára. 2004-től a somorjai Fórum Kisebbségkutató Intézet tudományos munkatársa és 2009-ig a Fórum Társadalomtudományi Szemle folyóirat felelős szerkesztője. 2007-től az intézet Tudományos Tanácsának tagja. 2006-tól a komáromi Selye János Egyetem tanára. 2008-tól a Tanárképző Kar Magyar Nyelv és Irodalom Tanszékének adjunktusa. 
2002-től tagja a Magyar Nyelvtudományi Társaságnak és a Gramma Egyesületnek. 2007-től a Magyar Tudományos Akadémia külső köztestületi tagja. Tudományos tevékenysége elsősorban a helynevek gyűjtésére és elemzésére irányul. Fordításelméleti szempontok alapján elsőként foglalkozott az ún. „kataszteri névszlovakizációval”.

## Művei
- 2002 Zoboralja földrajzi nevei a történeti térképek tükrében
- 2002 Karva kutyanevei. Magyar névtani dolgozatok 174, 3-33.
- 2011 Ipoly mente helynevei. Alsó-Ipoly mente. Somorja.
- 2012 Helynevek és fordítástudomány: A mikrotoponimák fordíthatóságáról felvidéki példák alapján. Helynévtörténeti Tanulmányok 2012, 117-132.
- 2013 Állatnevekkel kapcsolatos zoboralji frazémák. Hungarológiai Közlemények 14/4, 110-121. (tsz. Presinszky Károly)
- 2014 Magyar dűlőnevek szlovák térképen: A külterületi helynevek fordíthatóságáról. Hungarológiai Közlemények 45/15, 57-69.
- 2018 Alsó-Ipoly mente vízneveinek lexikális-morfológiai jellemzői. In: Kétnyelvűség - hátrány vagy esély? Újvidék, 111-119.